# Liste des noms français des villes américaines
Cet article liste le nom français des villes américaines, seulement lorsque ceux-ci sont différents du nom local. Les noms aujourd’hui hors d’usage sont précisés en italique. Les villes situées dans des régions majoritairement francophones ne sont pas données. 

## Antigua-et-Barbuda
| Nom anglais  | nom français |
| ------------ | ------------ |
| Saint John's | Saint-Jean   |

## Argentine
| Nom espagnol | nom français |
| ------------ | ------------ |
| Buenos-Aires | Buenos-Ayres |

## Belize
| Nom anglais | nom français |
| ----------- | ------------ |
| Belize City | Bélize       |

## Brésil
| Nom portugais | nom français          |
| ------------- | --------------------- |
| Recife        | Récife ou Pernambouc  |
| São Paulo     | Sao Paulo, Saint-Paul |

## Canada
| Nom anglais      | nom français              |
| ---------------- | ------------------------- |
| Greater Sudbury  | Grand Sudbury             |
| Placentia        | Plaisance                 |
| Regina           | Régina                    |
| Sault Ste. Marie | Sault-Sainte-Marie        |
| Saint John       | Saint-Jean                |
| St. John's       | Saint-Jean de Terre-Neuve |

## Colombie
| Nom espagnol        | nom français         |
| ------------------- | -------------------- |
| Bogotá              | Bogota               |
| Cartagena de Indias | Carthagène des Indes |

## Cuba
| Nom espagnol | nom français |
| ------------ | ------------ |
| La Habana    | La Havane    |

## États-Unis
| Nom anglais  | nom français            |
| ------------ | ----------------------- |
| Detroit      | Détroit                 |
| Dover        | Douvres                 |
| New-Orleans  | La Nouvelle-Orléans     |
| Philadelphia | Philadelphie            |
| Pittsburgh   | Pittsbourg              |
| St. Joseph   | Saint Joseph (Missouri) |
| St. Louis    | Saint-Louis             |

## Grenade
| Nom anglais    | nom français  |
| -------------- | ------------- |
| Saint George's | Saint-Georges |

## Guatemala
| Nom espagnol                              | nom français |
| ----------------------------------------- | ------------ |
| Guatemala, Nueva Guatemala de la Asunción | Guatémala    |

## Honduras
| Nom espagnol | nom français |
| ------------ | ------------ |
| Tegucigalpa  | Tégucigalpa  |

## Mexique
| Nom espagnol     | nom français |
| ---------------- | ------------ |
| Ciudad de México | Mexico       |

## Paraguay
| Nom espagnol | nom français           |
| ------------ | ---------------------- |
| Asunción     | Asuncion ou Assomption |

## République dominicaine
| Nom espagnol            | nom français   |
| ----------------------- | -------------- |
| Santo Domingo de Guzmán | Saint-Domingue |

## Salvador
| Nom espagnol | nom français  |
| ------------ | ------------- |
| San Salvador | Saint-Sauveur |

## Trinité-et-Tobago
| Nom anglais   | nom français   |
| ------------- | -------------- |
| Port of Spain | Port-d'Espagne |

## Uruguay
| Nom espagnol | nom français |
| ------------ | ------------ |
| Montevideo   | Montévidéo   |